# Runenstein von Virring

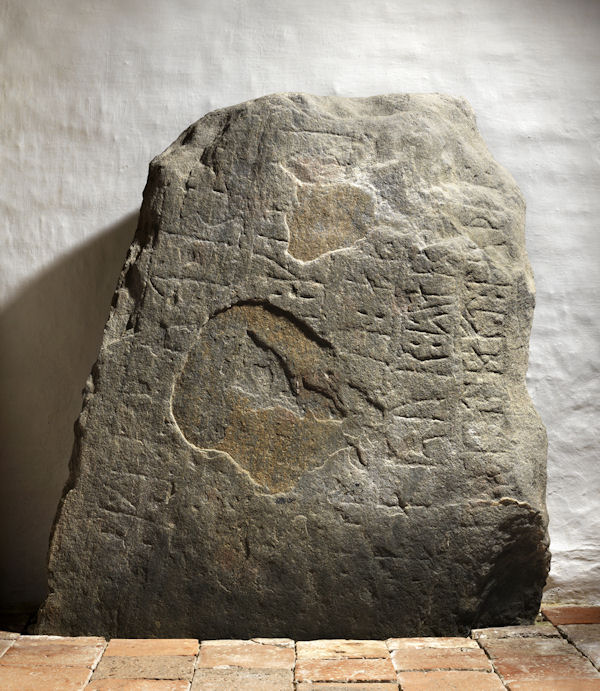

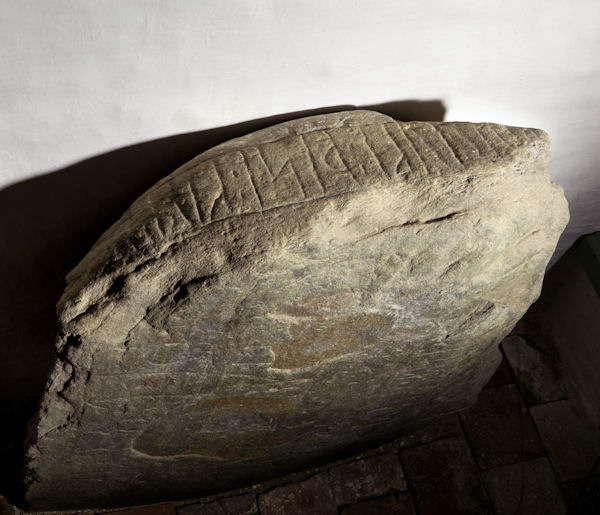
„Weihe-Formel“

Der Runenstein von Virring (MJy 65; DR110) ist ein Runenstein des 10. Jahrhunderts aus Virring, Virring Sogn, Randers Amt, in Mitteljütland, Dänemark. Er trägt eine Runeninschrift in der jüngeren Runenreihe (Futhark) mit einer prägnanten „Weihe-Formel“ für den germanisch-nordischen Gott Thor.
Der Stein war als Schwelle in der Vorhalle der Kirche von Virring verbaut und dort um 1865 entdeckt worden, sodass der ursprüngliche Aufstellungsort im mittelbaren Raum der Ortslage zu vermuten ist. Die aus Granit bestehende Gesteinsplatte mit einer Breite von 155 cm, Höhe von 120 cm und Tiefe von 27 cm zeigt auf der Vorderseite eine fünfzeilige Inschrift und eine kurze einzeilige Sequenz mit der Weihe-Formel auf der schmalen Kopfseite. Die Inschrift wird auf die Zeit von 900 bis 960 datiert. Der Erhaltungszustand ist mäßig mit einigen Abreibungen einzelner Runen und Störungen durch Ausbrüche im Schriftfeld (zentral in der Frontansicht A). Der Stein ist in der Vorhalle der Kirche am Auffindungsort aufgestellt.

## Inschrift
Seite A:  : ki-mutr : | ...n : k(a)rþi | : m(i)n(i) : --(u) : af(t) (:) | : sasur : star | r(i)sþi : stin : aft : tuþan : 
Seite B:  þur : uiki : þisi : kuml :
„Geirmundr (?) ... Sohn hat diese Denkmäler gemacht in Erinnerung an Sassurr. Starr errichtete den Stein zum Gedenken an den Verstorbenen. Möge Þórr dieses Denkmal heiligen.“